# Herbert-Haag-Preis
Der Herbert-Haag-Preis, benannt nach dem Theologen Herbert Haag, wird an Personen und Gruppen sowie für Publikationen, Tagungen und Recherchen vergeben, „die sich für Freiheit und Menschlichkeit innerhalb der Kirche einsetzen“.

## Preis
1985 wurde die Herbert Haag Stiftung Für Freiheit in der Kirche in Luzern gegründet. Die Stiftung setzt sich mit den Herausforderungen der Kirche auseinander und „richtet Anerkennungspreise an Personen und Institutionen im In- und Ausland aus, die sich durch freie Meinungsäusserung oder mutiges Handeln in der Christenheit exponiert haben“ (Stiftungszweck). Dazu vergibt die Stiftung den Herbert-Haag-Preis. Präsident der Herbert-Haag-Stiftung ist seit 2020 Odilo Noti. Emeritierter Präsident war Hans Küng (1928–2021).

## Preisträger
- 1985: Leonardo Boff
- 1988: Christian Frederick Beyers-Naudé
- 1989: Publik Forum
- 1991: Loyale Opposition im Bistum Chur
- 1992: Eugen Drewermann
- 1994: Jacques Gaillot
- 1996: Kirchenvolksbegehren Österreichs und Deutschlands, initiiert von den Plattformen Wir sind Kirche
- 1997: Elisabeth Gössmann, Elisabeth Moltmann-Wendel
- 1999: Zeitschrift Kirche Intern mit dem Herausgeber, Pfarrer Rudolf Schermann
- 2000: Luigi Marinelli, Dietrich Wiederkehr
- 2001: Schweizerischer Katholischer Frauenbund Luzern, Verein der vom Zölibat betroffenen Frauen (Zöfra), Erich Zenger
- 2003: Teresa Berger, Stephan Pfürtner
- 2005: Josef Imbach, Synode der römisch-katholischen Landeskirche des Kantons Luzern, Sepp Riedener
- 2006: Dolores Bauer, Matthias Drobinski, Michael Meier, Hansjörg Schultz, Katholische Kirchgemeinde Röschenz
- 2007: Bethlehem Mission Immensee, John Fernandes, Xaver Pfister
- 2009: Hermann Häring, Leo Karrer, Giusep Nay
- 2010: Beatrice Eichmann-Leutenegger, Thomas Hürlimann, Karl-Josef Kuschel
- 2011: Verborgene Kirche der Tschechoslowakei[4][5], Walter Kirchschläger[6]
- 2012: Helmut Schüller aus österreichische Pfarrer-Initiative, Zukunftsweisende Gestalten priesterloser Seelsorge
- 2013: Pat Farrell aus Leadership Conference of Women Religious
- 2014: Erzbischof Albert Rouet und P. Klaus Mertes SJ[7]
- 2015: Concilium, Regina Ammicht Quinn
- 2016: Heinrich Bedford-Strohm, Haus der Religionen – Dialog der Kulturen
- 2017: Jadranka Rebeka Anić (Kroatien) und Mercedes Navarro Puerto (Spanien) sowie zwei kirchliche Basisbewegungen für die gleichen Rechte von Frau und Mann in der Kirche
- 2018: Volker Hesse und Andreas Knapp
- 2019: Jungwacht Blauring Schweiz und der Bund der Deutschen Katholischen Jugend
- 2020/21: Ökumenische Arbeitsgruppe Homosexuelle und Kirche (HuK), Pierre Stutz, Ondrej Prostredník und Hedwig Porsch[8]
- 2022: Matthias Katsch, Johanna Beck, Kai Christian Moritz, Johannes Norpoth, Jacques Nuoffer, Albin Reichmuth, Doris Reisinger und Wolfgang Treitler[9]
- 2023: Julia Enxing, feinschwarz.net[10]
- 2024: Norbert Lüdecke, Doris Strahm und Silvia Strahm Bernet[11]
- 2025: Dina El Omari, Edith Petschnigg und Michel Bollag